# Charles Joseph
Charles Joseph is een Amerikaanse jazztrombonist. Hij was de zoon van trombonist Waldren "Frog" Joseph en speelde met de Majestic Band en Hurricane Brass Band, en was een van de oprichters van de Dirty Dozen Brass Band.
De Hurricane Brass Band was de voortzetting van de in 1970 opgerichte Fairview Baptist Church Marching Band, een opleidingsband onder leiding van Danny Barker met als doel de traditie van de New Orleans Brass Bands levend te houden. Door het succes van de band kregen zij conflict met de vakbond. Danny Barker trok zich terug, en de band ging onder de nieuwe naam door onder leiding van trompettist Leroy Jones. Zowel Charles Joseph als zijn broer Kirk (op sousafoon) maakten deel uit van de band.
In 1976 verliet Leroy Jones de band en splitste zich korte tijd later de Dirty Dozen Brass Band af, met trompettist  Gregory Davis, Charles en Kirk Joseph en saxofonist Kevin Harris. De Dirty Doen Brass Band werd een invloedrijke band, die zowel funk als bebop verwerkte in de traditionele New Orleans jazz.
Charles Joseph eerste plaatopname was met L'il Queenie And The Percolators in 1981. Bij de Dirty Dozen Brass Band is hij te horen op de opnames vanaf 1984 tot 1990. Inn 1989 werkte hij mee aan het album Spike van Elvis Costello. In 2005 werkte hij mee aan het eponieme album van zijn broers band "Kirk Joseph's Backyard Groove".